# 金政吉
金 政吉（キム・ジョンギル、朝鮮語: 김정길）は、朝鮮民主主義人民共和国の軍人、政治家。朝鮮人民軍戦略軍司令官、朝鮮労働党中央委員会委員。朝鮮人民軍における軍事称号（階級）は上将。

## 経歴
出生地や生年月日は不明。2015年2月16日の金正日総秘書の誕生日である「光明星節」に際して、朝鮮人民軍少将に昇進。2018年8月16日に金永春元帥が死去すると国家葬儀委員会委員に選ばれた。
2020年5月に開かれた朝鮮労働党中央軍事委員会第7期第4回拡大会議で上将への昇進が決定された。同年10月10日に開催された朝鮮労働党創建75周年を記念する閲兵式で戦略軍閲兵縦隊を率いて行進し、金洛兼に代わって朝鮮人民軍戦略軍司令官に任命されていたことが判明した。
2021年1月5日から開催された朝鮮労働党第8次大会では党中央委員会委員に選出された。